# Phytocoris fumatus
Phytocoris fumatus är en insektsart som beskrevs av Reuter 1909. Phytocoris fumatus ingår i släktet Phytocoris och familjen ängsskinnbaggar. Inga underarter finns listade i Catalogue of Life.